# Leonardo Chacón
Leonardo Chacón (Guanacaste, 29 de junho de 1984) é um triatleta profissional costa-riquense.

## Carreira
Leonardo Chacón representou seu país nas Olimpíadas de 2012 e terminando em 48º.
Chacon competiu na Rio 2016, ficando em 30º lugar com o tempo de 1:49.06.